# Paweł Jąder
Paweł Jąder (ur. 9 stycznia 1972 w Lesznie) – polski żużlowiec.

## Kariera
Sport żużlowy uprawiał w latach 1989–1997, reprezentując barwy klubów: Unia Leszno (1989–1994), J.A.G. Speedway Club Łódź (1995) i Start Gniezno (1996–1997).
Złoty medalista drużynowych mistrzostw Polski (1989). Finalista młodzieżowych drużynowych mistrzostw Polski (Rzeszów 1989 – IV miejsce). Finalista indywidualnych mistrzostw Polski (Leszno 1989 – jako zawodnik rezerwowy). Finalista młodzieżowych indywidualnych mistrzostw Polski (Bydgoszcz 1990 – XI miejsce). Dwukrotny finalista turniejów o "Brązowy Kask" (1989 – VIII miejsce, Tarnów 1990 – XVI miejsce).
W sezonie 2014 objął funkcję menadżera zespołu FOGO Unia Leszno.
Syn Zbigniewa Jądera, bratanek Bernarda Jądera i kuzyn Macieja Jądera – również żużlowców.